# 샤네
샤네 (Chanay)는 프랑스 오베르뉴론알프 앵주의 코뮌이다.

## 지리
샤네 코뮌 내에는 여섯 개의 마을이 있다. 우선 콜롱비에 언덕길에 자리한 보코노 (Bocconod)와 보브레 (Vovray)가 있는데 각각 서쪽으로 600m, 북서쪽으로 1500m 떨어진 지점에 위치해 있다. 그밖에 남쪽으로 1000m 떨어진 셴 (Chêne) 마을, 동쪽으로 1000m 떨어진 콩민 (Contmine) 마을, 남쪽으로 1200m 떨어진 도르슈 (Dorches) 마을이 있다. 도르슈 마을은 론 강으로 흐르는 도르슈 강에 위치해 있으며, 마지막으로 론 강가에 위치한 피리몽 (Pyrimont) 마을이 있다.
코뮌의 동쪽 방면으로는 오트사부아주의 샬롱주, 바시 코뮌과 접하며, 여기서부터 시계 방향으로 코르보노, 오트발로메, 로피탈, 쉬르주 코뮌과 경계를 이루고 있다.

## 역사
'샤네'라는 이름은 오크나무를 뜻하는 갈리아어 '카사노스' (cassanos)에서 유래하였다.
중세 대에는 세 명의 영주가 지금의 샤네 일대의 봉주를 소유하였다. 11세기 말 도르슈 영주가 처음으로 영주권을 얻어 성을 지었던 것에서 비롯되었다.

## 경제
- 샤네 사각탑 (과 도르슈 성 유적) - 1927년 3월 9일 프랑스 사적지로 지정.
- 피리몽 마을의 옛 탄광과 아스팔트 공장
- 샤네 성 - 14세기에 지어져 19세기에 재건한 성

## 인구
| 연도 | 인구 | ±%    |
| ---- | ---- | ----- |
| 2006 | 601  | —     |
| 2007 | 602  | +0.2% |
| 2008 | 610  | +1.3% |
| 2009 | 608  | −0.3% |
| 2010 | 617  | +1.5% |
| 2011 | 627  | +1.6% |
| 2012 | 636  | +1.4% |
| 2013 | 646  | +1.6% |
| 2014 | 648  | +0.3% |
| 2015 | 640  | −1.2% |
| 2016 | 633  | −1.1% |

## 같이 보기
- 앵 주의 코뮌 목록